# Patrick de Josselin de Jong
Patrick Edward de Josselin de Jong (Beijing, 8 juli 1922 - Oegstgeest, 1 januari 1999), lid van het geslacht De Jong, was van 1956 tot 1987 Leids hoogleraar culturele antropologie. De Josselin de Jong promoveerde in 1951 op onderzoek naar politieke mythen bij de Minangkabau op Sumatra, Indonesië, en in Negri Sembilan, Maleisië. Hij volgde in 1956 zijn oom, J. P. B. de Josselin de Jong, als hoogleraar op. Hij bezette zijn leerstoel (culturele antropologie, in het bijzonder van Zuidoost-Azië en het Zuidzeegebied) tot 1987. Als hoogleraar in Leiden ontwikkelde hij de studie van de cognitieve en structurele antropologie aan de Rijksuniversiteit Leiden verder - de zogenaamde "Leidse richting", een Nederlandse voorloper van de structurele antropologie van Claude Lévi-Strauss.

## Publicaties
- Patrick Edward de Josselin de Jong: Minangkabau and Negri Sembilan : Socio-Political Structure in Indonesia. Leiden: Eduard IJdo, 1951. (Proefschrift Rijksuniversiteit Leiden) 2e druk Djakarta: Bhratara, 1960; 3e, uitgebreide druk The Hague: Martinus Nijhoff, 1980.
- P.E. de Josselin de Jong: 'De visie der participanten op hun cultuur.' Bijdragen tot de Taal-, Land- en Volkenkunde 112(2), 1956: 149-168. Engelse vertaling 1967, 1977.
- P.E. de Josselin de Jong: Enige richtingen in de hedendaagse culturele antropologie. 's-Gravenhage: Martinus Nijhoff, 1957. (Inaugurele rede Rijksuniversiteit Leiden)
- P.E. de Josselin de Jong: 'Islam versus Adat in Negri Sembilan (Malaya).' Bijdragen tot de Taal-, Land- en Volkenkunde 116(1), 1960: 158-203.
- P.E. de Josselin de Jong: Contact der continenten. Een bijdrage tot het begrijpen van niet-westerse samenlevingen. Leiden: Universitaire Pers Leiden, 1969. 2e druk 1972; 3e druk 1976; 4e druk 1978.
- P.E. de Josselin de Jong: 'Marcel Mauss et les origines de l'anthropologie structurale hollandaise.' L'Homme 12(4), 1971: 62-84. Indonesische vertaling in Cakrawala 8(1), 1975.
- P.E. de Josselin de Jong (ed.) Structural Anthropology in the Netherlands: A Reader. The Hague: Martinus Nijhoff, 1977 (KITLV Translation Series 17). 2e druk Dordrecht-Cinnaminson: Foris Publications, 1983. Japanse vertaling Oranda kōzō jinruigaku. Tokyo: Serika Shobō, 1987.
- P.E. de Josselin de Jong: 'The Participants' View of Their Culture.' In: Structural Anthropology in the Netherlands: A Reader. The Hague: Martinus Nijhoff, pp. 231-252. (2nd ed. Dordrecht/Cinnaminson: Foris 1983, pp. 231-252). Japanse vertaling 1987.
- P.E. de Josselin de Jong: 'The Netherlands: Structuralism before Lévi-Strauss.' In: Stanley Diamond (ed.) Anthropology: Ancestors and Heirs. The Hague/Paris: Mouton, 1980, pp. 243-257.
- P.E. de Josselin de Jong: 'The Concept of the Field of Ethnological Study.' In: James J. Fox (ed.) The Flow of Life: Essays on Eastern Indonesia. Cambridge, MA and London: Harvard University Press, 1980, pp. 317-326, 355.
- P.E. de Josselin de Jong: 'Supplementary Notes.' Chapter XIII in: Minangkabau and Negri Sembilan: Socio-Political Structure in Indonesia. 3rd ed. The Hague: Martinus Nijhoff, 1980, pp. 214-231.
- P.E. de Josselin de Jong: 'Ruler and Realm: Political Myths in Western Indonesia.' Mededelingen van de Koninklijke Nederlandse Akademie van Wetenschappen, Afd. Letterkunde, Nieuwe Reeks 43(1), 1980: 1-19.
- P.E. de Josselin de Jong (ed.) Unity in Diversity: Indonesia as an Anthropological Field of Study. Dordrecht-Cinnaminson: Foris Publications, 1984 (Verhandelingen van het Koninklijk Instituut voor Taal-, Land- en Volkenkunde 103).
- P.E. de Josselin de Jong en R.E. Jordaan: 'Sickness as a Metaphor in Indonesian Political Myths.' Bijdragen tot de Taal-, Land- en Volkenkunde 141(2-3), 1985: 253-274.
- P.E. de Josselin de Jong: Generalisatie in de culturele anthropologie. Leiden: E.J. Brill, 1987. (Afscheidsrede Rijksuniversiteit Leiden)
- P.E. de Josselin de Jong: 'A "personal statement" addressed to Professor C. Lévi-Strauss' [Paris, 8 November 1978]. In: R. de Ridder and J.A.J. Karremans (eds.) The Leiden Tradition in Structural Anthropology: Essays in Honour of P.E. de Josselin de Jong. Leiden: E.J. Brill, p. 39.
- Patrick de Josselin de Jong: 'Circa vijftig jaar anthropologie beleefd. Een niet autobiografisch, maar egocentrisch opstel'. In: G.D. van Wengen, R.S. Wassing en A.A. Trouwborst (eds.) Waar Dromers Ontwaken. Terugblik van oud-leden van het Leids Ethnologisch Dispuut W.D.O. op 45 jaar culturele antropologie. Leiden: P.E. Bijvoet, 1995, pp. 33-141. ISBN 9069320088
- P.E. de Josselin de Jong: 'J.P.B. de Josselin de Jong (1886-1964).' Facta. Sociaal-Wetenschappelijk Magazine 4(2), jubileumnummer [60 jaar NSAV/NVMC], maart 1996: 20-21.
- P.E. de Josselin de Jong: 'A Study of Javanese History as a Reaction to Foreign Cultures.' Review article of Denys Lombard, Le carrefour javanais: Essai d’histoire globale (Paris 1990, 3 vols.). Bijdragen tot de Taal-, Land- en Volkenkunde 153(1), 1997: 112-129.

## Publicaties over De Josselin de Jong
- H.F. Vermeulen: 'P.E. de Josselin de Jong and the Leiden Tradition: A Short History.' In: Rob de Ridder and Jan A.J. Karremans (eds.) The Leiden Tradition in Structural Anthropology: Essays in Honour of P.E. de Josselin de Jong. Leiden: E.J. Brill, 1987, pp. 4-84. Incl. Appendix of 41 'PhD theses supervised by J.P.B. de Josselin de Jong (1926-1956) and P.E. de Josselin de Jong (1956-1987)', pp. 59-63, and a Bibliography of P.E. de Josselin de Jong, pp. 64-84.
- J.J. Fox: 'An Interview with P.E. de Josselin de Jong.' Current Anthropology 30(4), 1989: 501-510.
- J.G. Oosten: In memoriam prof.dr. P.E. de Josselin de Jong (1922-1999). Mare. Leids Universitair Weekblad 22(16), 21 januari 1999, p. 11.
- H.F. Vermeulen: 'Obituary of P.E. de Josselin de Jong.' Anthropology Today 15(3), June 1999: 18-19.
- L.E. Visser and D.S. Moyer: 'In Memoriam P.E. de Josselin de Jong (8 July 1922-1 January 1999).' Bijdragen tot de Taal-, Land- en Volkenkunde 155(2), 1999: 175-186.
- H.F. Vermeulen: 'Bibliography of P.E. de Josselin de Jong.' Bijdragen tot de Taal-, Land- en Volkenkunde 155(2), 1999: 187-209. [Incl. een lijst van 27 proefschriften begeleid door P. E. de Josselin de Jong aan de Universiteit Leiden gedurende 1959-1990, pp. 207-209.]
- P.T. Suzuki: 'Patrick Edward de Josselin de Jong.' Anthropology News (AAA) 40(6), September 1999, p. 47.
- J.J. Fox: 'Patrick Edward de Josselin de Jong (8 juni 1922-1 januari 1999).' Koninklijke Nederlandse Akademie van Wetenschappen, Levensberichten en herdenkingen, 2000. Amsterdam: KNAW, pp. 17-21.
- P.T. Suzuki and H.F. Vermeulen: 'Patrick Edward de Josselin de Jong (1922-1999).' American Anthropologist 102(3), September 2000, pp. 577-581.
- R. de Ridder and J.A.J. Karremans (eds.) The Leiden Tradition in Structural Anthropology: Essays in Honour of P.E. de Josselin de Jong. Leiden: E.J. Brill, 1987. ISBN 9004085173
- David S. Moyer and Henri J.M. Claessen (eds.) Time Past, Time Present, Time Future: Perspectives on Indonesian Culture. Essays in Honour of Professor P.E. de Josselin de Jong. Dordrecht/Providence: Foris Publications (Verhandelingen van het KITLV 131), 1988.
- Henri J.M. Claessen (ed.) Variant Views: Five Lectures from the Perspective of the 'Leiden Tradition' in Cultural Anthropology. Leiden: Instituut voor Culturele Antropologie en Sociologie der Niet-Westerse Volken (ICA Publicatie No. 84), 1989.